# Juan de Torres Osorio
Juan de Torres Osorio (Cuéllar, 16 de enero de 1562-Valladolid, 23 de septiembre de 1633) fue un religioso español que llegó a ocupar las sillas episcopales de Siracusa y Catania en Italia, y Oviedo y Valladolid en España; pese a no ocuparlas, también fue nombrado obispo de Zaragoza, arzobispo de Monreal y obispo de Málaga.
Nació en la villa de Cuéllar en 1562, en el seno de una familia nobiliaria, siendo sus padres Gutierre de Torres y Margarita Osorio y Bracamonte. Cursó sus primeros estudios en el Estudio de Gramática de su villa natal, pasando posteriormente a la Universidad de Salamanca, donde se licenció en Cánones. Recibió el primer cargo de gobierno de la mano del archiduque Alberto de Austria, quien siendo arzobispo de Toledo le destinó la vicaría de Ciudad Real, siendo nombrado más tarde por Felipe III, juez del Reino de Sicilia, lugar donde se encontraba cuando fue nombrado obispo de Zaragoza y arzobispo de Monreal, aunque rechazó ambos cargos. 
En 1613 fue promovido para una nueva diócesis, esta vez para la de Siracusa, tomando posesión del cargo el 24 de noviembre de 1613. En ella destacó por su caridad en socorrer pobres, lo que le causó enemistades con el bando contrario; sirvió al mismo tiempo al rey de España y al virrey, el príncipe Filiberto. En 1619 fue nombrado obispo de Catania, cargo en el que se mantuvo hasta el 29 de mayo de 1624, que fue nombrado obispo de Oviedo. Tomó posesión al año siguiente, y apenas dos años más tarde, fue trasladado al obispado de Valladolid. Felipe IV lo nombró entonces visitador de la Real Chancillería de Granada, por lo que no tomó posesión del obispado de Valladolid hasta 1629. Por su distinción en el buen gobierno de la de Granada, le fue encomendada la presidencia de la Real Chancillería de Valladolid. En 1632 fue elegido obispo de Málaga, pero no pudo tomar posesión de su nuevo cargo, pues falleció en Valladolid el 23 de septiembre de 1633, siendo enterrado en su catedral, cerca del sepulcro del fundador de la ciudad, el conde Pedro Ansúrez.
| Predecesor: Juan Castellano Orozco  | Obispo de Siracusa 1613–1619   | Sucesor: Fabrizio Antinoro               |
| Predecesor: Juan Ruiz Villoslada    | Obispo de Catania 1619–1624    | Sucesor: Juan Álvaro Cienfuegos Villazón |
| Predecesor: Alonso Martín de Zúñiga | Obispo de Oviedo 1624–1627     | Sucesor: Juan Pereda Gudiel              |
| Predecesor: Alfonso López Gallo     | Obispo de Valladolid 1627–1632 | Sucesor: Gregorio Pedrosa Casares        |